# Minh Lập, Đồng Hỷ
Minh Lập là một xã thuộc huyện Đồng Hỷ, tỉnh Thái Nguyên, Việt Nam.

## Địa lý
Xã Minh Lập nằm ở phía tây huyện Đồng Hỷ, có vị trí địa lý:
- Phía đông giáp xã Hóa Trung
- Phía tây giáp huyện Phú Lương với ranh giới là sông Cầu
- Phía nam giáp thành phố Thái Nguyên và thị trấn Hóa Thượng
- Phía bắc giáp huyện Phú Lương và các xã Hòa Bình, Tân Long.

Xã Minh Lập có diện tích 18,30 km², dân số năm 2020 là 7.533 người, mật độ dân số đạt 412 người/km².
Xã có tuyến đường liên xã nối từ thị trấn Hóa Thượng lên xã Văn Lăng chạy qua địa bàn.

## Lịch sử
Sau năm 1975, Minh Lập là một xã thuộc huyện Đồng Hỷ.
Đến năm 2018, xã Minh Lập được chia thành 19 xóm: Ao Sơn, Bà Đanh 1, Bà Đanh 2, Cà Phê 1, Cà Phê 2, Cầu Mơn 1, Cầu Mơn 2, Đoàn Kết, Gốc Đa, Hang Ne, La Dịa, La Đòa, Làng Chu, Na Ca, Sông Cầu, Tân Lập, Theo Cày, Trại Cài 1, Trại Cài 2.
Ngày 8 tháng 12 năm 2018, sáp nhập bốn xóm Cầu Mơn 1, Cầu Mơn 2, La Dịa, La Đòa thành xóm Bình Minh, sáp nhập hai xóm Hang Ne và Trại Cài 2 thành xóm Minh Tiến, sáp nhập hai xóm Trại Cài 1 và Sông Cầu thành xóm Trại Cài, sáp nhập hai xóm Cà Phê 1 và Cà Phê 2 thành xóm Cà Phê, sáp nhập bốn xóm Ao Sơn, Đoàn Kết, Làng Chu, Theo Cày thành xóm Minh Lý, sáp nhập ba xóm Na Ca, Gốc Đa, Tân Lập thành xóm Bình Ca, sáp nhập hai xóm Bà Đanh 1 và Bà Đanh 2 thành xóm An Bình.

## Hành chính
Xã Minh Lập được chia thành 7 xóm: An Bình, Bình Ca, Bình Minh, Cà Phê, Minh Lý, Minh Tiến, Trại Cài.

## Kinh tế - xã hội
Minh Lập được biết đến với vùng Chè Trại Cài, trong xã có trên 90% số hộ trồng chè, toàn xã có trên 400 ha chè kinh doanh, chủ yếu là giống chè trung du. Mỗi năm vùng chè Trại Cài cung cấp cho thị trường gần 700 tấn chè búp khô.